# 27ª edizione della Samsung Fire Cup
La 27ª edizione della Samsung Fire Cup si è disputata nel 2022. La fase finale è stata disputata online, tra il 27 ottobre e l'8 novembre 2022 e ha visto la vittoria del sudcoreano Shin Jin-seo sulla connazionale Choi Jung (prima finalista donna della competizione).

## Fase preliminare
Alla competizione hanno partecipato rappresentanti da Corea del Sud, Repubblica Popolare Cinese, Giappone e Repubblica di Cina (Taiwan); ogni federazione ha selezionato indipendentemente i propri rappresentanti.

### Corea del Sud
La federazione coreana, che organizza l'intera manifestazione, ha selezionato direttamente i seguenti partecipanti alla fase finale:
- Park Jung-hwan 9d (campione dell'edizione precedente)
- Shin Jin-seo 9d (finalista dell'edizione precedente)
- Kang Dong-yun 9d
- Byun Sang-il 9d
- Shin Min-jun 9d
- Kim Ji-seok 9d

Gli altri partecipanti in quota sudcoreana sono stati selezionati tramite dei tornei preliminari a eliminazione diretta, che includevano anche goisti dilettanti, che hanno selezionato:
- Lee Chang-ho 9d
- Won Sung-jin 9d
- Choi Jung 9d
- Kim Myeong-hoon 9d
- Yoo Osang 7d
- Lee Hyeong-jin 6d
- Han Woo-jin 5d
- Kwon Hyo-jin 4d
- Geum Ji-woo 4d

A questi goisti è stata aggiunta O Yu-jin 9d. In totale, il contingente sudcoreano totalizzava 16 partecipanti, tra cui due donne, O Yu-jin e Choi Jung.

### Repubblica Popolare Cinese
L'Associazione cinese di go ha selezionato direttamente i seguenti partecipanti alla fase finale:
- Yang Dingxin 9d (semifinalista dell'edizione precedente)
- Zhao Chenyu 9d (semifinalista dell'edizione precedente)
- Ke Jie 9
- Tang Weixing 9d

Tramite dei tornei preliminari a eliminazione diretta, distinti tra uomini e donne, sono stati selezionati i seguenti partecipanti:
- Tan Xiao 9d
- Mi Yuting 9d
- Dang Yifei 9d
- Fan Tingyu 9d
- Li Xuanhao 9d
- Gu Zihao 9d
- Yu Zhiying 7d (torneo preliminare femminile)

### Giappone
La federazione giapponese ha selezionato direttamente i seguenti partecipanti alla fase finale:
- Ichiriki Ryo 9d
- Kyo Kagen 9d

Tramite dei tornei preliminari a eliminazione diretta, distinti tra uomini e donne, sono stati selezionati i seguenti partecipanti:
- Sada Atsushi 7d
- Yoda Norimoto 9d

A seguito di una sospensione di sei mesi inflitta dalla federazione giapponese a Yoda 9d, il suo posto è stato poi preso nella competizione da Sumire Nakamura 3d, che è stata anche l'unica donna del contingente giapponese.

### Repubblica di Cina (Taiwan)
La federazione taiwanese ha organizzato un torneo preliminare a eliminazione diretta, vinto da Xu Haohong 8d.

## Svolgimento
Il torneo è a eliminazione diretta, partite singole fino alle semifinali, finale al meglio dei tre incontri.
Gli accoppiamenti della fase iniziale sono stati fatti ponendo un goista sudcoreano in ciascuna coppia, in modo che non si scontrassero tra di loro al primo turno. Sette goisti su otto ai quarti di finale e tutti i semifinalisti erano sudcoreani.
|  | Sedicesimi di finale | Sedicesimi di finale | Sedicesimi di finale |  |  | Ottavi di finale   | Ottavi di finale   | Ottavi di finale   |                    |     | Quarti di finale | Quarti di finale | Quarti di finale   |                    |     | Semifinali | Semifinali | Semifinali   |              |              | Finale | Finale | Finale | Finale | Finale | Finale |  |
|  |                      |                      |                      |  |  |                    |                    |                    |                    |     |                  |                  |                    |                    |     |            |            |              |              |              |        |        |        |        |        |        |  |
|  | Park Junghwan 9d     | Park Junghwan 9d     | B+R                  |  |  |                    |                    |                    |                    |     |                  |                  |                    |                    |     |            |            |              |              |              |        |        |        |        |        |        |  |
|  | Ke Jie 9d            | Ke Jie 9d            |                      |  |  | Park Junghwan 9d   | Park Junghwan 9d   | B+R                |                    |     |                  |                  |                    |                    |     |            |            |              |              |              |        |        |        |        |        |        |  |
|  | Lee Chang-ho 9d      | Lee Chang-ho 9d      |                      |  |  | Tang Xiao 9d       | Tang Xiao 9d       |                    |                    |     |                  |                  |                    |                    |     |            |            |              |              |              |        |        |        |        |        |        |  |
|  | Tang Xiao 9d         | Tang Xiao 9d         | B+R                  |  |  |                    |                    |                    |                    |     | Park Junghwan 9d | Park Junghwan 9d |                    |                    |     |            |            |              |              |              |        |        |        |        |        |        |  |
|  | Shin Jin-seo 9d      | Shin Jin-seo 9d      | B+R                  |  |  |                    |                    | Shin Jin-seo 9d    | Shin Jin-seo 9d    | B+R |                  |                  |                    |                    |     |            |            |              |              |              |        |        |        |        |        |        |  |
|  | Mi Yuting 9d         | Mi Yuting 9d         |                      |  |  | Shin Jin-seo 9d    | Shin Jin-seo 9d    | B+1,5              |                    |     |                  |                  |                    |                    |     |            |            |              |              |              |        |        |        |        |        |        |  |
|  | Fan Tingyu 9d        | Fan Tingyu 9d        | N+R                  |  |  | Fan Tingyu 9d      | Fan Tingyu 9d      |                    |                    |     |                  |                  |                    |                    |     |            |            |              |              |              |        |        |        |        |        |        |  |
|  | Kang Dong-yun 9d     | Kang Dong-yun 9d     |                      |  |  |                    |                    |                    |                    |     | Shin Jin-seo 9d  | Shin Jin-seo 9d  | N+R                |                    |     |            |            |              |              |              |        |        |        |        |        |        |  |
|  | Geum Ji-woo 4d       | Geum Ji-woo 4d       |                      |  |  |                    |                    |                    |                    |     |                  |                  | Kim Myeong-hoon 9d | Kim Myeong-hoon 9d |     |            |            |              |              |              |        |        |        |        |        |        |  |
|  | Xu Haohong 8d        | Xu Haohong 8d        | N+1,5                |  |  | Xu Haohong 8d      | Xu Haohong 8d      |                    |                    |     |                  |                  |                    |                    |     |            |            |              |              |              |        |        |        |        |        |        |  |
|  | Kim Ji-seok 9d       | Kim Ji-seok 9d       | B+0,5                |  |  | Kim Ji-seok 9d     | Kim Ji-seok 9d     | B+0,5              |                    |     |                  |                  |                    |                    |     |            |            |              |              |              |        |        |        |        |        |        |  |
|  | Zhao Chenyu 9d       | Zhao Chenyu 9d       |                      |  |  |                    |                    |                    |                    |     | Kim Ji-seok 9d   | Kim Ji-seok 9d   |                    |                    |     |            |            |              |              |              |        |        |        |        |        |        |  |
|  | Kim Myeong-hoon 9d   | Kim Myeong-hoon 9d   | B+R                  |  |  |                    |                    | Kim Myeong-hoon 9d | Kim Myeong-hoon 9d | B+R |                  |                  |                    |                    |     |            |            |              |              |              |        |        |        |        |        |        |  |
|  | Li Xuanhao 9d        | Li Xuanhao 9d        |                      |  |  | Kim Myeong-hoon 9d | Kim Myeong-hoon 9d | B+0,5              |                    |     |                  |                  |                    |                    |     |            |            |              |              |              |        |        |        |        |        |        |  |
|  | Tang Weixing 9d      | Tang Weixing 9d      | N+R                  |  |  | Tang Weixing 9d    | Tang Weixing 9d    |                    |                    |     |                  |                  |                    |                    |     |            |            |              |              |              |        |        |        |        |        |        |  |
|  | Yoo Osang 7d         | Yoo Osang 7d         |                      |  |  |                    |                    |                    |                    |     | Shin Jin-seo 9d  | Shin Jin-seo 9d  | Shin Jin-seo 9d    | B+R                | N+R | 2          |            |              |              |              |        |        |        |        |        |        |  |
|  | Byun Sang-il 9d      | Byun Sang-il 9d      | B+0,5                |  |  |                    |                    |                    |                    |     |                  |                  |                    |                    |     |            |            | Choi Jung 9d | Choi Jung 9d | Choi Jung 9d |        |        | 0      |        |        |        |  |
|  | Dang Yifei 9d        | Dang Yifei 9d        |                      |  |  | Byun Sang-il 9d    | Byun Sang-il 9d    | N+R                |                    |     |                  |                  |                    |                    |     |            |            |              |              |              |        |        |        |        |        |        |  |
|  | Gu Zihao 9d          | Gu Zihao 9d          | B+3,5                |  |  | Gu Zihao 9d        | Gu Zihao 9d        |                    |                    |     |                  |                  |                    |                    |     |            |            |              |              |              |        |        |        |        |        |        |  |
|  | Won Sung-jin 9d      | Won Sung-jin 9d      |                      |  |  |                    |                    |                    |                    |     | Byun Sang-il 9d  | Byun Sang-il 9d  | B+R                |                    |     |            |            |              |              |              |        |        |        |        |        |        |  |
|  | Lee Hyeong-jin 9d    | Lee Hyeong-jin 9d    | B+1,5                |  |  |                    |                    | Lee Hyeong-jin 9d  | Lee Hyeong-jin 9d  |     |                  |                  |                    |                    |     |            |            |              |              |              |        |        |        |        |        |        |  |
|  | Yu Zhiying 7d        | Yu Zhiying 7d        |                      |  |  | Lee Hyeong-jin 9d  | Lee Hyeong-jin 9d  | N+1,5              |                    |     |                  |                  |                    |                    |     |            |            |              |              |              |        |        |        |        |        |        |  |
|  | Kwon Hyo-jin 4d      | Kwon Hyo-jin 4d      |                      |  |  | Nakamura Sumire 3d | Nakamura Sumire 3d |                    |                    |     |                  |                  |                    |                    |     |            |            |              |              |              |        |        |        |        |        |        |  |
|  | Nakamura Sumire 3d   | Nakamura Sumire 3d   | B+R                  |  |  |                    |                    |                    |                    |     | Byun Sang-il 9d  | Byun Sang-il 9d  |                    |                    |     |            |            |              |              |              |        |        |        |        |        |        |  |
|  | Choi Jung 9d         | Choi Jung 9d         | B+R                  |  |  |                    |                    |                    |                    |     |                  |                  | Choi Jung 9d       | Choi Jung 9d       | N+R |            |            |              |              |              |        |        |        |        |        |        |  |
|  | Sada Atsushi 7d      | Sada Atsushi 7d      |                      |  |  | Choi Jung 9d       | Choi Jung 9d       | B+R                |                    |     |                  |                  |                    |                    |     |            |            |              |              |              |        |        |        |        |        |        |  |
|  | Ichiriki Ryo 9d      | Ichiriki Ryo 9d      | B+R                  |  |  | Ichiriki Ryo 9d    | Ichiriki Ryo 9d    |                    |                    |     |                  |                  |                    |                    |     |            |            |              |              |              |        |        |        |        |        |        |  |
|  | O Yu-jin 9d          | O Yu-jin 9d          |                      |  |  |                    |                    |                    |                    |     | Choi Jung 9d     | Choi Jung 9d     | N+R                |                    |     |            |            |              |              |              |        |        |        |        |        |        |  |
|  | Shin Min-jun 9d      | Shin Min-jun 9d      |                      |  |  |                    |                    | Yang Dingxin 9d    | Yang Dingxin 9d    |     |                  |                  |                    |                    |     |            |            |              |              |              |        |        |        |        |        |        |  |
|  | Yang Dingxin 9d      | Yang Dingxin 9d      | N+R                  |  |  | Yang Dingxin 9d    | Yang Dingxin 9d    | N+R                |                    |     |                  |                  |                    |                    |     |            |            |              |              |              |        |        |        |        |        |        |  |
|  | Han Woo-jin 5d       | Han Woo-jin 5d       |                      |  |  | Kyo Kagen 9d       | Kyo Kagen 9d       | B+R                |                    |     |                  |                  |                    |                    |     |            |            |              |              |              |        |        |        |        |        |        |  |
|  | Kyo Kagen 9d         | Kyo Kagen 9d         | B+R                  |  |  |                    |                    |                    |                    |     |                  |                  |                    |                    |     |            |            |              |              |              |        |        |        |        |        |        |  |